# Ereignissystem
Ein Ereignissystem, auch Ereignisalgebra, Ereignisraum, Wahrscheinlichkeitsalgebra oder Ereignisfeld genannt ist ein Mengensystem in der Stochastik, das alle Mengen, denen man eine Wahrscheinlichkeit zuweisen will, enthält. Diese Mengen werden dann auch Ereignisse genannt. Die Einschränkung auf ein Mengensystem, das kleiner als die Potenzmenge des Ergebnisraumes ist, erfolgt aufgrund negativer Aussagen wie des Satzes von Vitali, dass nicht allen Elementen der Potenzmenge der reellen Zahlen sinnvoll ein Maß und damit eine Wahrscheinlichkeit zugeordnet werden kann.

## Definition
Gegeben sei ein Ergebnisraum {\displaystyle \Omega }, der alle möglichen Ergebnisse eines modellierten Zufallsexperiments enthält. Dann heißt eine σ-Algebra {\displaystyle \Sigma } auf der Grundmenge {\displaystyle \Omega } ein Ereignissystem, eine Ereignisalgebra, Ereignisraum oder  Ereignisfeld.
Teilweise wird auch das Paar {\displaystyle (\Omega ,\Sigma )} als Ereignisraum bezeichnet, dies entspricht einem Messraum im Sinne der Maßtheorie.

## Interpretation
Grundlegend bei der Modellierung eines Zufallsexperiments sind folgende Forderungen:
- Man will der Tatsache, dass irgendetwas passiert, die Wahrscheinlichkeit 1 zuordnen können. Also muss der Obermenge {\displaystyle \Omega } eine Wahrscheinlichkeit zuordenbar sein und sie demnach in der Ereignismenge sein.
- Kann man einem Ereignis eine Wahrscheinlichkeit zuordnen, so will man auch der Tatsache, dass dieses Ereignis nicht eintrifft, eine Wahrscheinlichkeit zuordnen können. Also muss mit {\displaystyle A} auch {\displaystyle A^{\mathrm {c} }=\Omega \setminus A} in der Ereignismenge sein.
- Treten abzählbar viele Ereignisse {\displaystyle (A_{n})_{n\in \mathbb {N} }} auf, so soll auch das Ereignis, dass mindestens eines dieser Ereignisse eintritt, in der Ereignismenge sein. Dies ist genau die Vereinigung der abzählbar vielen {\displaystyle A_{n}}.

Eine Ereignismenge muss nun nicht zu groß sein, um nicht-messbare Mengen zu vermeiden, aber stabil gegenüber diesen Operationen sein, um sinnvolle Modellierungen zu ermöglichen. Das Mengensystem, das diese Forderungen erfüllt, ist eine σ-Algebra, die dementsprechend kanonisch zur Modellierung von Ereignismengen genutzt wird.

## Beispiele
Betrachten wir die Ergebnismenge {\displaystyle \Omega =\{1,2,3\}}, sie besitzt die drei Ergebnisse {\displaystyle \omega _{1}=1,\omega _{2}=2,\omega _{3}=3}
Eines der möglichen Ereignissysteme wäre
{\displaystyle \Sigma _{1}:=\{\Omega ,\emptyset ,\{1\},\{2,3\}\}}.
Zu beachten ist, dass nicht zwangsläufig zu jedem Ergebnis {\displaystyle \omega _{i}} auch das entsprechende Ereignis {\displaystyle \{\omega _{i}\}} in dem Ereignissystem enthalten sein muss.

## Kanonische Ereignissysteme

### Endliche oder abzählbar unendliche Ergebnismengen
Auf endlichen oder abzählbar unendlichen Ergebnismengen wählt man als Ereignissystem meist die Potenzmenge, da sie leicht zu handhaben ist und in diesem Fall noch zu keinen Paradoxien führt. Beispielsweise stattet man die Ergebnismenge der natürlichen Zahlen {\displaystyle \mathbb {N} } mit dem Ereignissystem {\displaystyle {\mathcal {P}}(\mathbb {N} )} aus.

### Reelle Ergebnismenge
Ist die Ergebnismenge die Menge der reellen Zahlen {\displaystyle \mathbb {R} } oder eine überabzählbare Teilmenge von {\displaystyle \mathbb {R} } wie zum Beispiel {\displaystyle [0,1]}, so stattet man diese immer mit der Borelschen σ-Algebra oder der entsprechend eingeschränkten Spur-σ-Algebra aus. Diese Ereignissysteme sind kleiner als die Potenzmengen, enthalten aber alle Mengen, die man naiv konstruieren kann. Die Borelsche σ-Algebra kann auch für beliebige topologische Räume definiert werden.

### Ergebnismengen als Produkte
Sind die Ergebnismengen Produkte von mehreren Mengen, so wählt man stets die Produkt-σ-Algebra als Ereignissystem.

## Einordnung
Es gilt folgende Hierarchie:
- Ergebnisse {\displaystyle \omega } sind Elemente der Ergebnismenge und der Ereignisse
- Ereignisse sind Teilmengen der Ergebnismenge und Elemente des Ereignissystems. Sie enthalten als Elemente Ergebnisse.
- Ereignissysteme sind Teilmengen der Potenzmenge.

Insbesondere muss zwischen dem Ergebnis {\displaystyle \omega } und dem Ereignis {\displaystyle \{\omega \}} unterschieden werden.